# Cơ trơn mạch máu
Cơ trơn mạch máu đề cập đến loại cơ trơn đặc biệt được tìm thấy bên trong, và chiếm phần lớn thành mạch máu.

## Kết cấu
Cơ trơn mạch máu đề cập đến loại cơ trơn đặc biệt được tìm thấy bên trong, và chiếm phần lớn thành mạch máu.

### Cung cấp dây thần kinh
Cơ trơn mạch máu được kích thích chủ yếu bởi hệ thống thần kinh giao cảm thông qua các thụ thể adrenergic (adrenoceptors). Ba loại adrenoceptors có mặt là: {\displaystyle \alpha _{1}}
{\displaystyle \alpha _{1}}, {\displaystyle \alpha _{2}} và {\displaystyle \beta _{2}}
{\displaystyle \beta _{2}}. Chất chủ vận nội sinh chính của các thụ thể tế bào này là norepinephrine (NE).
Các thụ thể adrenergic tác động ngược lại đến chức năng sinh lý trong cơ trơn mạch máu khi được kích hoạt:

## Chức năng
Cơ trơn mạch máu co lại hoặc thư giãn để thay đổi cả thể tích mạch máu và huyết áp cục bộ, một cơ chế chịu trách nhiệm phân phối lại máu trong cơ thể đến các khu vực cần thiết (tức là các khu vực có mức tiêu thụ oxy tạm thời tăng cường). Do đó, chức năng chính của trương lực cơ trơn mạch máu là điều chỉnh tầm cỡ của các mạch máu trong cơ thể. Sự co mạch quá mức dẫn đến huyết áp cao, trong khi giãn mạch quá mức như bị sốc dẫn đến huyết áp thấp.
Động mạch có rất nhiều cơ trơn trong các bức tường của họ hơn các tĩnh mạch, do đó độ dày thành lớn hơn. Điều này là do họ phải mang máu bơm ra khỏi tim đến tất cả các cơ quan và mô cần máu được oxy hóa. Lớp lót nội mạc của mỗi lớp là tương tự nhau.
Sự tăng sinh quá mức của các tế bào cơ trơn mạch máu góp phần vào sự tiến triển của các tình trạng bệnh lý, chẳng hạn như viêm mạch máu, hình thành mảng bám, xơ vữa động mạch, phục hồi và tăng huyết áp phổi.